# 愛媛県立医療技術大学
愛媛県立医療技術大学（えひめけんりついりょうぎじゅつだいがく、英語: Ehime Prefectural University of Health Science）は、愛媛県伊予郡砥部町高尾田543番地に本部を置く日本の公立大学。1988年創立、2004年大学設置。大学の略称は医技大（いぎだい）。
愛媛県立医療技術短期大学が母体。

## 沿革

### 年表
- 2004年 - 設立（保健科学部看護学科、臨床検査学科）。
- 2010年 - 公立大学法人化。
- 2012年 - 助産学専攻科開設。
- 2014年 - 大学院保健医療学研究科開設。

## 教育および研究

### 組織

#### 学部
- 保健科学部
  - 看護学科
  - 臨床検査学科

#### 大学院
- 保健医療学研究科　
  - 看護学専攻
  - 医療技術科学専攻

#### 専攻科
- 助産学専攻科

## 学生生活

### サークル活動
- バレーボール
- MEDIC（テニス）
- バドミントン
- フットサル
- SPUS（スポーツレクレーションサークル）
- 地域交流型サークル LEEP
- SRC（学生赤十字奉仕団）
- ESS (English Speaking Society)
- STS（ボランティア）
- Sign（手話サークル）
- Le Lien(ル・リアン)(コーラスサークル)

## 対外関係

### 地方自治体との協定
- 砥部町（連携協力協定） - 2020年3月10日締結[1]。

### 他大学との協定

#### 国内大学
- 放送大学学園と単位互換協定を結んでおり、放送大学で取得した単位を卒業に要する単位として認定することができる[2]

## 大学関係者と組織

### 大学関係者一覧
- 学長: 橋本公二